# کلودیو رپتو
کلودیو رپتو (انگلیسی: Claudio Repetto؛ زادهٔ ۲ فوریهٔ ۱۹۹۷) بازیکن فوتبال اهل ایتالیا است.